# Iowa Railroad
Die Iowa Railroad Company (AAR-reporting mark: IRRC) war eine Class-3-Bahngesellschaft (local railroad), die von Oktober 1981 bis November 1984 Schienengüterverkehr im US-Bundesstaat Iowa erbrachte und anschließend noch bis 1987 Rangierdienste in Council Bluffs anbot.

## Geschichte
Eine der Stammverbindungen der Chicago, Rock Island and Pacific Railroad führte von Chicago durch den Norden des Bundesstaats Illinois nach Rock Island und weiter quer durch Iowa über Des Moines nach Council Bluffs und Omaha. Dieser Teil des Rock Island-Netzes war der Hauptgrund für die Aufnahme von Fusionsverhandlungen mit der Union Pacific Railroad (UP) im Jahr 1964, da sie der UP – deren Netz von Westen kommend in Omaho endete – einen direkten Zugang zum wichtigen Knotenpunkt Chicago ermöglicht hätte. Unter anderem aufgrund zahlreicher Einsprüche von Mitbewerbern zog sich das Genehmigungsverfahren der Interstate Commerce Commission (ICC) bis 1974 hin. Die Rock Island schrieb ab 1965 durchwegs Verluste und reduzierte die Instandhaltung ihrer Infrastruktur, so dass die UP zum Zeitpunkt der mit zahlreichen Auflagen verbundenen ICC-Zusage das Interesse am Zusammenschluss verloren hatte und darauf verzichtete. Die Rock Island meldete daraufhin am 17. März 1975 Insolvenz an. Sie war jedoch unter Insolvenzverwaltung weiter aktiv, bis im September 1979 die Kansas City Terminal Railway per gerichtlicher Directed Service Order den Bahnbetrieb übernahm. Nach Ablehnung des Sanierungsplans vor dem Insolvenzgericht im Januar 1980 wurde der Verkehr schrittweise bis 31. März 1980 eingestellt.
Während bislang durch die Rock Island geführte überregionale Gütertransporte auf Verbindungen anderer Betreiber verlagert wurden, bestand häufig auch weiterhin Transportbedarf direkt (und ausschließlich) an Rock Island-Strecken gelegener Frachtkunden. Auf der Route von Chicago nach Omaha übernahm zwischen Blue Island bei Chicago und dem 158,5 Streckenkilometer westlich gelegenen Bureau die im Chessie System organisierte Baltimore and Ohio Railroad (B&O) den Betrieb. Zwischen den Quad Cities Rock Island und Davenport sowie Iowa City führte die von der Burlington Northern Railroad und der Milwaukee Road gehaltene Davenport, Rock Island and North Western Railway den Güterverkehr mit Material und Personal der Muttergesellschaften fort, und übergab diese Leistungen 1981 ganz an die Milwaukee Road. Zwischen Des Moines und Newton sowie Des Moines und Dexter sorgte die Chicago and North Western Transportation (CNW) für die Bedienung der Frachtkunden. Alle Betreiber mieteten die jeweilige Infrastruktur vom Insolvenzverwalter der Rock Island, wobei die B&O für den von ihr genutzten Abschnitt noch 1981 einen langfristigen Mietvertrag über 50 Jahre abschließen konnte und die CNW wenig später einen 22,5 km langen, im Ortsgebiet von Des Moines gelegenen Streckenteil direkt erwarb.
Am westlichen Ende der Chicago–Omaha-Verbindung blieben die Anlagen zunächst ungenutzt. Der Unternehmer Gene R. Schwab, seine Schwester Susan Schwab und weitere Partner gründeten jedoch 1981 in Atlantic die Iowa Railroad Company mit dem Ziel, den Güterverkehr auf der brachliegenden Bahnstrecke wiederaufzunehmen. Gene Schwab hielt etwa zwei Drittel der Firmenanteile. Mit Genehmigung der ICC konnte die neue Gesellschaft den 156 km langen Abschnitt Council Bluffs–Dexter sowie die davon abzweigenden Nebenstrecken Audubon Junction–Audubon (39 km) und Hancock–Oakland (9,5 km) anmieten. Am 19. Oktober 1981 nahm die Iowa Railroad dort den Bahnbetrieb zunächst bis Adair, später im Jahr auch bis Dexter, wieder auf.
Zum 1. Juni 1982 konnte die Iowa Railroad den Mietvertrag mit dem Rock Island-Insolvenzverwalter auf die gesamte Strecke von Bureau im Westen von Illinois durch Iowa bis Council Bluffs erweitern. Ausgenommen war lediglich der durch die CNW erworbene Abschnitt in Des Moines, eingeschlossen hingegen die Nebenstrecke von Altoona nach Pella. Die Iowa Railroad wurde somit Betreiber von Strecken einer Gesamtlänge von 888 km (552 Meilen). Die CNW zog sich auf ihren eigenen Abschnitt in Des Moines zurück, während Dexter und Newton nun ausschließlich durch die Iowa Railroad bedient wurden. Auf dem CNW-Streckenteil erhielt die Iowa Railroad Trackage Rights, erhob aber vor allem ab 1983 wiederholt Vorwürfe, dabei von der CNW benachteiligt zu werden. Die Milwaukee Road war weiterhin parallel zur Iowa Railroad zwischen Davenport und Iowa City tätig, wo sie Vorrechte auf Fracht von bzw. nach Iowa City und Wilton hatte. Organisatorisch wurde eine ungewöhnliche Regelung vereinbart: Die Milwaukee Road durfte den Streckenabschnitt von 8 bis 20 Uhr nutzen, die Iowa Railroad von 20 bis 8 Uhr. In Bureau tauschte die Iowa Railroad Wagen mit der B&O, was durch unzureichende Gleisinfrastruktur in dem kleinen Bahnhof und ungünstige B&O-Anschlussverbindungen allerdings zu unattraktiv langen Laufzeiten führte. Trackage Rights zwischen Bureau und Blue Island konnte die Iowa Railroad jedoch nicht erlangen.
Im Sommer 1983 beschäftigte die Iowa Railroad 130 Mitarbeiter, von denen rund 85 % zuvor für die Rock Island tätig waren. Nach Angaben der Geschäftsführung sei das Unternehmen zu diesem Zeitpunkt profitabel und in Verhandlungen über den Kauf der bislang angemieteten Bahnstrecken gewesen.
Bedeutende Frachtkunden der Iowa Railroad unter Führung von Maytag zweifelten jedoch ab Spätsommer 1983 an der finanziellen Leistungsfähigkeit des Unternehmens und der Rolle, die Schwab nach dem Kauf der Infrastruktur einnehmen sollte. Sie gründeten Ende 1983 mit der Heartland Rail Corporation eine eigene Gesellschaft zum Erwerb der Hauptverbindung Bureau–Council Bluffs samt den bislang an die Iowa Railroad vermieteten Nebenstrecken. Heartland und der Rock Island-Insolvenzverwalter einigten sich im Februar 1984 auf einen Kaufpreis von 31 Millionen Dollar, der unter anderem mit einem 15 Millionen Dollar-Kredit des Bundesstaats Iowa gedeckt wurde. Heartland begann daraufhin mit der Suche nach einem Betreiber, der die Infrastruktur von ihr anmieten, nutzen und langfristig erwerben sollte. Die Iowa Railroad bewarb sich nicht um den Betrieb; stattdessen wurde unter mehreren Bewerbern die neu gegründete Iowa Interstate Railroad (IAIS) ausgewählt.
Heartland war ab 10. Oktober 1984 Eigentümer der Infrastruktur und plante die Übergabe des Betriebs an die IAIS in der zweiten Oktoberwoche durchzuführen. Sowohl Iowa Railroad als auch Milwaukee Road zeigten sich jedoch zunächst wenig kooperativ. Erst nach gerichtlicher Anordnung übernahm die IAIS schließlich am 2. November 1984 alle Verkehrsleistungen auf der Heartland-Infrastruktur. Die Iowa Railroad meldete wenige Tage später Insolvenz an, betrieb jedoch noch bis 1987 Rangierdienste in einem Intermodal-Terminal in Council Bluffs.

## Verkehr
Hauptfrachtgut der Iowa Railroad war Getreide. Mit der Erweiterung des Streckennetzes im Jahr 1982 nahm jedoch auch die Bedeutung weiterer Güter zu, beispielsweise Produkte des Hausgeräteherstellers Maytag mit Stammwerk in Newton sowie des Fensterproduzenten Pella im gleichnamigen Ort.

## Fahrzeuge
Die Iowa Railroad mietete mehrere  EMD SD7 der Burlington Northern. Das Unternehmen erwarb ferner fünf GE U30B-Diesellokomotiven von der Illinois Central Gulf Railroad (ICG), die sich jedoch im Betrieb als unzuverlässig erwiesen. Sie wurden 1982 durch vormals von der Louisville and Nashville Railroad genutzte ALCO C420 ergänzt, die die Iowa Railroad vom Fahrzeuginstandhalter Chrome Crankshaft mietete. Die Iowa Railroad setzte ferner unter anderem ehemalige ICG-EMD GP28 ein. 1983 besaß die Gesellschaft insgesamt 27 Diesellokomotiven und 926 eigene Güterwagen, davon 541 covered hoppers für den Getreidetransport.